# Ридли, Мэттью, 2-й виконт Ридли
Мэтью Уайт Ридли, 2-й виконт Ридли (англ. Matthew White Ridley, 2nd Viscount Ridley; 6 декабря 1874 — 14 февраля 1916) — британский пэр и консервативный политик.

## Биография
Родился 6 декабря 1874 года в Лондоне. Старший сын сэра Мэтью Уайта Ридли, 1-го виконта Ридли (1842—1904), и достопочтенной Мэри Джорджианы Марджорибэнкс (1850—1909), дочери Дадли Марджорибэнкса, 1-го барона Твидмута. Он получил образование в Итонском колледже и Баллиол-колледже в Оксфорде, где он получил степень бакалавра в 1897 году, получив отличие в высшей школе.
Мэтью Ридли заседал в Палате общин Великобритании от Стейлибриджа в 1900—1905 годах. Во время работы в парламенте он также занимал должность личного парламентского секретаря министра внутренних дел Чарльза Ритчи с 1900 по 1902 год и канцлера казначейства Остина Чемберлена с 1902 по 1904 год. Он был председателем Лиги тарифной реформы в качестве преемника ее основателя Артура Пирсона.
21 мая 1901 года он был назначен окружным прокурором графства Нортумберленд, а в 1904 году — мировым судьей.
Он был назначен лейтенантом в Нортумберлендский гусарский полк в 1897 году, был повышен до капитана в апреле 1902 года, затем до майора в 1904 году , став подполковником в 1913 году . Он командовал полком в первые месяцы Первой мировой войны, но не уехал за границу и оставил командование в 1915 году, оставаясь в резерве офицеров Территориальных сил. Он также был почетным полковником 5-го батальона Нортумберлендских фузилеров с 1910 года.

## Болезнь и смерть
Ридли внезапно заболел у себя дома в Благдон-холле 28 января 1916 года и ему потребовалась «тяжелая операция». The Times сообщила, что лорд Ридли был «в посредственном состоянии здоровья с момента своей последней серьезной болезни три или четыре года назад, когда операция также была необходима», но не привела подробностей. Ридли принимал фельдмаршала Джона Френча в Благдоне за два дня до своей болезни и должен был отправиться во Францию с Нортумберлендскими гусарами. Он перенес вторую операцию 13 февраля и умер на следующий день в больнице в возрасте 41 года. Его единственный сын Мэтью стал его преемником в качестве виконта.

## Семья
8 февраля 1899 года Мэтью Ридли женился в Лондоне на Розамонде Корнелии Гвладис Гест (1878 — 2 декабря 1947), дочери Айвора Берти Геста, 1-го барона Уимборна, и леди Корнелии Генриетты Мэри Спенсер-Черчилль. По линии матери она была двоюродной сестрой сэра Уинстона Черчилля. Розамонда, виконтесса Ридли, была возведена в звание Дамы-командора Ордена Британской империи в 1918 году. У супругов было трое детей:
- Достопочтенная Салли Гвлэдис Марджори Ридли (17 сентября 1900 — 28 июля 1983), в 1920 году она вышла замуж за Сесила Мейнарда Гордона-Айвза.
- Мэтью Уайт Ридли, 3-й виконт Ридли (16 декабря 1902 — 25 февраля 1964), преемник отца.
- Достопочтенная Вивьен Кэтрин Эвелин Ридли (род. 15 декабря 1906), в 1934 году она вышла замуж за Ганса Карга фон Бебенбурга.